# Moritz Brosig
Moritz Brosig (Fuchswinkel, 15 d'octubre de 1815 - Breslau avui Wroclaw, 24 de gener de 1887) fou un organista, compositor i director d'orquestra de l'anomenada Escola Breslau.
El 1871 va ser professor de música de la universitat pel qual va tenir alumnes com Max Filke o Robert Eitner, i fou mestre de capella de la seva ciutat natal. Va escriure 30 quaderns de peces per a orgue, set misses per a orquestra, una missa vocal a cinc veus amb acompanyament d'orgue, una missa coral, 30 graduals i ofertoris, vigílies, cants i diverses peces de violoncel i violí amb piano, i a més publicà un llibre coral, un tractat d'harmonia i un altre de melodia.